# Вальтер фон Гюнерсдорфф
Вальтер фон Гюнерсдорфф (нім. Walther von Hünersdorff; 28 листопада 1898, Каїр, Єгипет — 17 липня 1943, Харків, УРСР) — німецький воєначальник, генерал-лейтенант вермахту. Кавалер Лицарського хреста Залізного хреста з дубовим листям.

## Біографія
Учасник Першої світової війни. Після демобілізації армії залишений в рейхсвері, служив в кавалерії, отримав підготовку офіцера Генштабу. З 1 квітня 1934 року служив в штабі командування танкових військ. З 1 жовтня 1936 року — командир роти 4-го розвідувального батальйону. З 1 лютого 1939 року — 1-й офіцер Генштабу в штабі 1-ї танкової дивізії, з 1 квітня 1939 року — при штабі командування 6-ї групи сухопутних військ. При мобілізації 26 серпня 1939 року призначений 1-м офіцером Генштабу в штаб 253-ї піхотної дивізії. Після закінчення Польської кампанії 25 жовтня 1939 року переведений на аналогічну посаду в штаб 2-го армійського корпусу. Учасник Французької кампанії. З 12 вересня 1940 року — начальник штабу 15-го моторизованого корпусу, з 15 лютого 1941 року — 3-ї танкової групи. Учасник Німецько-радянської війни. З 1 лютого 1942 року — командир 11-го танкового полку. Учасник Сталінградської битви, включаючи спроби деблокувати 6-ту армію. З 7 лютого 1943 року — командир 6-ї танкової дивізії. Під час боїв на Курській дузі 14 липня 1943 року був важко поранений снайпером в район Бєлгорода: куля влучила в голову, осколок каски проник в мозок. Помер у шпиталі, похований на німецькому військовому цвинтарі в саду Тараса Шевченка. Могила не збереглась, оскільки радянська влада знищила цвинтар.

## Звання
- Фанен-юнкер (9 серпня 1915)
- Фенріх (5 травня 1916)
- Лейтенант (19 жовтня 1916)
- Оберлейтенант (31 липня 1925)
- Ротмістр (1 лютого 1933)
- Майор (1 квітня 1936)
- Оберстлейтенант (1 червня 1938)
- Оберст (1 липня 1941)
- Генерал-майор (1 травня 1943)
- Генерал-лейтенант (10 серпня 1943; посмертно)

## Нагороди
- Залізний хрест 2-го і 1-го класу
- Почесний хрест ветерана війни з мечами (2 травня 1935)
- Медаль «За вислугу років у Вермахті» 4-го, 3-го і 2-го класу (18 років)
- Застібка до Залізного хреста
  - 2-го класу (14 травня 1940)
  - 1-го класу (27 травня 1940)
- Нагрудний знак «За танкову атаку» в сріблі
- Німецький хрест в золоті (26 січня 1942)
- Медаль «За зимову кампанію на Сході 1941/42» (3 вересня 1942)
- Лицарський хрест Залізного хреста з дубовим листям
  - лицарський хрест (22 грудня 1942)
  - дубове листя (№259; 14 липня 1943)

## Галерея

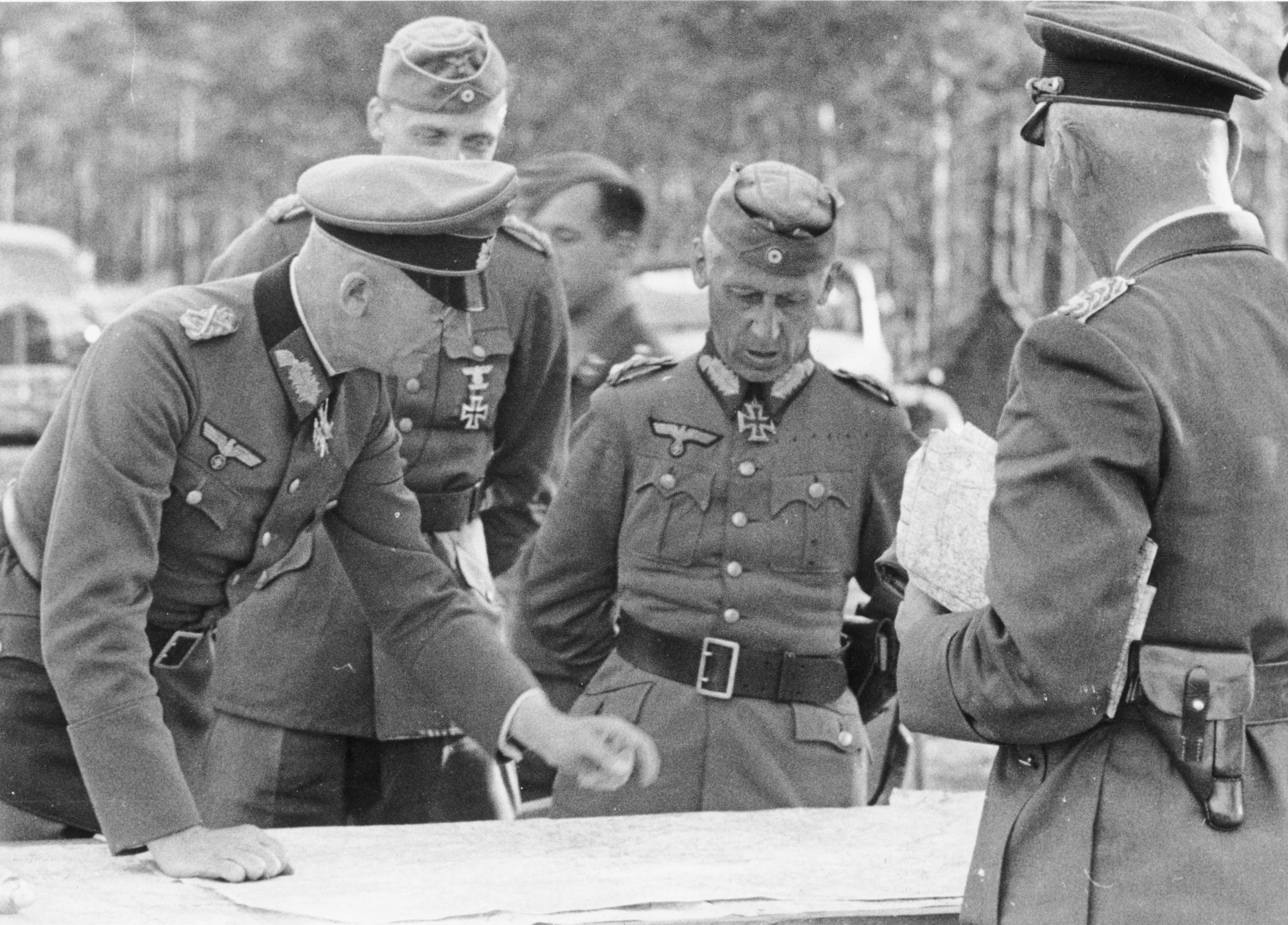
Зліва направо: генерал-фельдмаршал Федор фон Бок, оберст фон Гюнерсдорфф, генерал-полковник Герман Гот, генерал авіації барон Вольфрам фон Ріхтгофен (липень 1941).
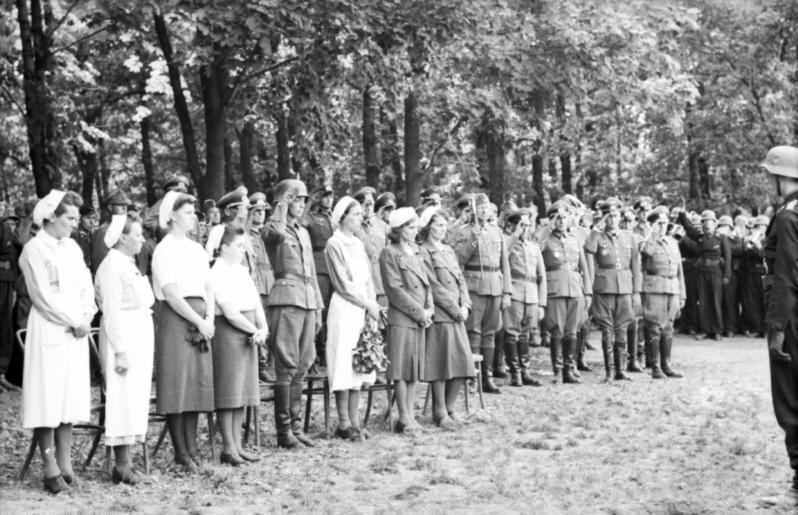
Похорон фон Гюнерсдорффа. В центрі — вдова генерала (з букетом квітів) (Харків, 18 липня 1943).
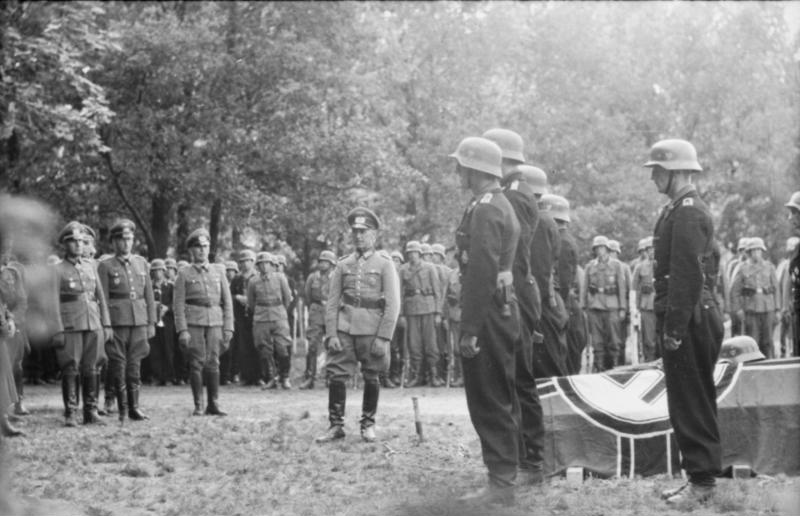
Похорон фон Гюнерсдорффа.
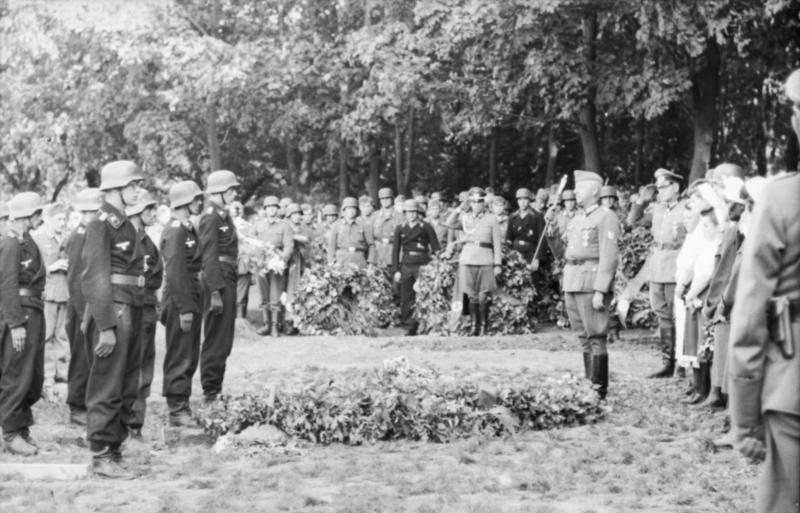
Генерал-фельдмаршал Еріх фон Манштейн (з тимчасовим маршальським жезлом) віддає останню шану Гюнерсдорффу.